# Saldaña de Burgos
Saldaña de Burgos è un comune spagnolo di 177 abitanti situato nella comunità autonoma di Castiglia e León.